# Diocèse de Zhengzhou
Le diocèse de Zhengzhou (Dioecesis Cemceuvensis) est un siège de l'Église catholique en république populaire de Chine, suffragant de l'archidiocèse de Kaifeng. Le siège est actuellement occupé par Taddeo Wang Yuesheng.

## Territoire
Le diocèse comprend la partie occidentale de la province du Henan (ancien Ho-Nan), sur 18 000 km2. Il est organisé en 18 paroisses.
Le siège épiscopal se trouve à Zhengzhou.

## Histoire
La préfecture apostolique du Ho-Nan occidental est érigée le 28 août 1882, recevant son territoire du vicariat apostolique du Ho-Nan (aujourd'hui diocèse de Nanyang), est elle est confiée par la Sacrée Congrégation de la Propagation de la Foi aux missionnaires italiens des Missions étrangères de Parme.
Le 2 mai 1911, elle est érigée en vicariat apostolique par le bref Cum summa de Pie X; le xavérien Luigi Calza, en est nommé à la têteː c'est le premier membre de cette congrégation missionnaire à être élevé à l'épiscopat.
Le 3 décembre 1924, le vicariat assume le nom de vicariat apostolique de Chengchow (Zhengzhou) .
Le 25 mai 1929, il cède une portion de territoire à l'avantage de la nouvelle préfecture apostolique de Luoyang (aujourd'hui diocèse).
Le 11 avril 1946, il est élevé au statut de diocèse par la bulle Quotidie Nos de Pie XII. Le premier évêque diocésain est Mgr Tissot qui est expulsé de Chine après la prise de pouvoir des communistes en 1949.

## Ordinaires
- Luigi Calza, S.X. † (23 juin 1906 - 22 octobre 1944)
- Faustino Tissot, S.X. † (10 mai 1946 - 1983)
  - Sede vacante (1983-2023)
- Taddeo Wang Yuesheng (depuis le 16 décembre 2023)

## Statistiques
Le diocèse comptait à la fin de l'année 1950 un nombre de 20 154 baptisés pour 4.000.000 habitants (0,5%).